# Хенесень
Хенесень (рум. Hănăseni) — село в Кантемірському районі Молдови. Входить до складу комуни, центром якої є село Плешень.